# Капские малайцы
Капские малайцы (африк. Kaap-Maleiers — одна из субэтнических групп в составе так называемого цветного населения на территории ЮАР. Общая численность — 200 тыс. чел (0,5 % населения страны). Проживают в основном в г. Кейптаун (Западная Капская провинция) — 166 тыс. чел (5,7 % населения) и Йоханнесбург (10 тыс. чел.). Являются крупнейшей в ЮАР группой, исповедующей ислам. Родной язык — африкаанс в его особой устной и письменной форме, известной как арабский африкаанс.

## История
Первые малайцы были привезены в Южную Африку голландскими колонистами и мореходами после того как голландец Ян ван Рибек основал город Капстад в 1652 году. Первые малайцы были рабами с островов Малайского архипелага и большинство из них приняло христианство и перешла на голландский язык, смешавшись с местными белыми и африканскими жителями, образовав новую группу — цветные. Вторая волна малайцев состояла в основном из ссыльных каторжников и повстанцев с острова Ява, которых голландские власти Нидерландской Индии перевезли в Капскую колонию, опасаясь партизанского движения. Из-за приверженности исламу эта группа в значительной мере сохранила этническую обособленность, хотя со временем и перешла на язык африкаанс, утратив родной малайский язык, лексика которого, тем не менее, продолжает употребляться в виде субстратных заимствований. Позднее эта общность расширялась за счёт койсан, уроженцев Восточной Африки, Мадагаскара и арабов. В XIX в. община капских мусульман росла за счёт выходцев из Западной Африки из числа бывших рабов, захваченных англичанами на судах, перевозивших в Америку «живой товар». Уже в 1842 году община капских мусульман насчитывала 7 500 человек.
Основной район проживания капских малайцев с древних времён — мусульманский квартал Кейптауна Бо-Каап, где вместе с ними проживали, а затем смешались и другие относительно немногочисленные мусульманские группы (занзибарцы, мусульмане из Индии, Пакистана, Малайзии). Во времена апартеида мусульмане причислялись к цветному населению.

## Ислам в жизни капских малайцев

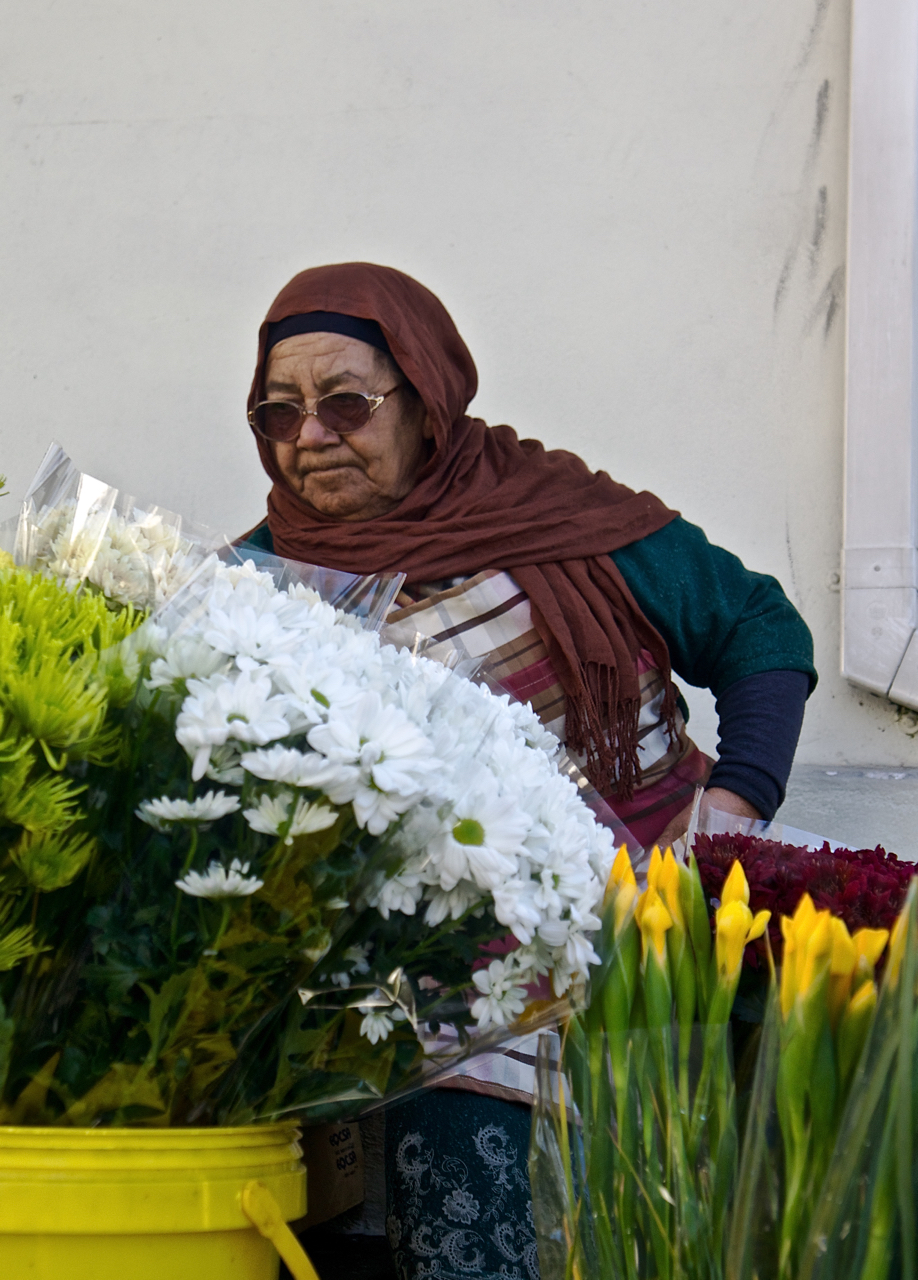
Ислам в жизни капских малайцев

Среди капских мусульман традиционно доминируют последователи суфийских братств (тарикатов), получивших здесь распространение вместе с выходцами из Индии и Юго-Восточной Азии. В одном Кейптауне и его окрестностях находится 40 захоронений местных святых. Большинство капских мусульман являются сторонниками шафиитского мазхаба. В конце XX в. в Южной Африке получила распространение идеология исламского фундаментализма и реформизма, прежде всего, среди мусульманской интеллигенции и студенчества. Среди них достаточной популярностью пользовались труды таких деятелей этого направления, как Мухаммад Икбал и Сайид Кутб. Проявлением увеличения политизации ислама на Юге Африки стала деятельность организации капских мусульман «Народ против гангстеризма и наркотиков» (ПАГАД), пик активности которой пришёлся на 1996—2000 гг. Она считается преемницей основанной в 1981 г. организации «Кибла», выступавшей под лозунгом «Исламская революция — единственное решение». В качестве своей идеологии лидеры ПАГАД избрали радикальный исламизм, объявив «Джихад против наркотиков». Их методы борьбы включали массовые акции протеста, поджоги, террористические акты, убийства наркодилеров и главарей преступного мира.
В целом, в последние десятилетия отмечается заметный рост исламизации мусульманского общества в ЮАР. На улицах не является редкостью встретить женщину в длинной закрытой одежде, скрывающей даже лицо, в крупнейших супермаркетах появились специальные отделы, где можно купить халяльное мясо, знак «халяль» встречается даже на хлебе и масле. Также создается масса мусульманских средних школ, колледжи и институты для подготовки будущих имамов и служителей при мечетях. В Кейптауне с 1994 г. было образовано 12 мусульманских школ. Одним из главных стимулов к росту мусульманских школ является стремление родителей оградить своих детей от таких проблем, как наркотики, упадок морали и нравственности среди молодежи, СПИД, преступность и т. д.

## Культура
После прибытия малайцев южноафриканская кухня обогатилась в кулинарном плане новыми блюдами и рецептами. Малайцы широко используют ароматные восточные приправы, придавшие традиционным капским блюдам оригинальные вкусовые оттенки. При этом они очень умело приспособили свои традиционные рецепты к местным условиям. В малайском боботи (bobotie) резкий вкус перца чили передавался с помощью имевшихся в изобилии миндаля, кураги и листьев лимона. Так появилось новое местное блюдо — капский боботи. Малайцы, помимо этого, ввели в традиционную южноафриканскую кухню бреди (рагу из ягнёнка с овощами), сосати (sosatie) (кусочки острого мяса, приготовленные на гриле типа шашлыка) и бреяни (также острое мясное блюдо). Малайцы также научили жителей колонии готовить восточные соления и маринады. 

## Известные представители
- Заки Ахмат